# Pure (Gary Numan)
Pure è il sedicesimo album discografico di Gary Numan, pubblicato dalla Eagle Records il 7 novembre 2000.
Nel 2001 è stata pubblicata una versione Tour Edition in doppio CD con alcune tracce live aggiuntive.

## Tracce
(Musiche e testi di Gary Numan, eccetto traccia 11 di Numan, Rob Holliday, Monti)
1. Pure – 5:08
2. Walking with Shadows – 5:52
3. Rip – 5:06
4. One Perfect Lie – 4:35
5. My Jesus – 5:45
6. Fallen – 2:31
7. Listen to My Voice – 5:12
8. A Prayer for the Unborn – 5:43
9. Torn – 5:10
10. Little Invitro – 4:28
11. I Can't Breathe – 5:45

Tracce versione Tour Edition 2001
CD 1
1. Pure – 5:08
2. Walking with Shadows – 5:52
3. Rip – 5:06
4. One Perfect Lie – 4:35
5. My Jesus – 5:45
6. Fallen – 2:31
7. Listen to My Voice – 5:12
8. A Prayer for the Unborn – 5:43
9. Torn – 5:10
10. Little Invitro – 4:28
11. I Can't Breathe – 5:45

CD 2
1. Pure - 6:43
2. My Jesus - 5:52
3. Rip - 5:09
4. Cars - 3:22
5. Replicas - 5:13
6. A Prayer for the Unborn (Greyed Up Remix) - 8:35
7. Listen to My Voice (Greyed Up Remix) - 8:01

(tutte le tracce del CD 2 registrate live)

## Musicisti
- Gary Numan – voce, tastiere, chitarra
- Steve Harris - chitarra
- Rob Holliday – tastiere, chitarra
- Richard Beasley - batteria
- Monti – batteria, tastiere